# أدولفو غروسو
أدولفو غروسو (بالإيطالية: Adolfo Grosso)‏ هو دراج إيطالي، ولد في 17 ديسمبر 1927 في Povegliano, Veneto ‏ في إيطاليا، وتوفي في 28 يوليو 1980 في Vigasio ‏ في إيطاليا.

## وصلات خارجية
- أدولفو غروسو على موقع أرشيف الدراجات (الإنجليزية)
- أدولفو غروسو على موقع إحصائيات الدراجات الإحترافية (الإنجليزية)
- أدولفو غروسو على موقع CycleBase (الإنجليزية)